# Hemområde
Ett hemområde, även kallat vistelseområde eller aktivitetsområde är ett biologiskt begrepp som definierar ett område som ett djur rör sig igenom under en viss tid och inte godvilligt lämnar. Till skillnad från reviret kontrollerar inte djuret området.

## Storlek
Storleken mellan hemområden varierar kraftigt, från ett par hundra kvadratmeter hos åkersorken till en vargfamiljs drygt 10 000 kvadratkilometer stora område. Däggdjur har ofta hemområden, på grund av att de övervakar så stora områden att de inte kan kontrollera gränsen oavbrutet. Hemområdens storlek varierar, likt revirens storlek, på grund av kön och levnadsplats, exempelvis har en brunbjörnshane i Sverige ett hemområde på ungefär 1 500 km2, men de svenska brunbjörnshonorna har istället storleken 500 km2 på sina hemområden.

## Definition
Termen myntades först av W. H. Burt 1943 i hans bok  "Territoriality and home range concepts as applied to mammals". Till skillnad från reviren kan dock två hemområden överlappa varandra. Hemområdens gränser markeras ibland med spillning eller doftsignaler.